# ImDisk
ImDisk Virtual Disk Driver — компьютерная программа для эмуляции дисков, а также создания виртуальных дисков в оперативной памяти компьютера. Разработана Олофом Лагерквистом. Программа бесплатна, содержит части кода под лицензиями GNU GPL и BSD. С помощью неё можно эмулировать такие устройства, как жесткие диски, дискеты и оптические приводы.
Эмулируемый диск может быть установлен как съемный носитель Windows (будет использоваться кэш в файловой системе). Он также может быть установлен в оперативной памяти, тогда изменения на диске не повлияют на исходный образ.
Программа разработана для Windows NT/2000/XP/Vista/7/8/8.1/10 и Windows Server 2003/2003 R2/2008/2008 R2/2012/2012 R2 версий x86 и x64. Поставляется в виде установочного самораспаковывающегося архива, не требующего перезагрузки после установки или удаления. ImDisk включает в себя драйвер, имеющий цифровую подпись (в отличие от ранних версий программы) и запускающийся сразу после установки, консольную команду `imdisk` и апплет Панели управления Windows.

## Использование программы
- Основное меню программы оформлено в виде апплета Панели управления Windows. Для того, чтобы его открыть, нужно зайти в Панель управления и выбрать ImDisk Virtual Disk Driver.
- Для монтирования образа можно использовать контекстное меню Windows. Для монтирования нажимаем правой кнопки мыши на файле образа и выбираем «Mount as ImDisk Virtual Disk». Для размонтирования нажимаем правой кнопкой на смонтированный ранее диск и выбираем «Unmount ImDisk Virtual Disk».
- Возможно использование программы для создания диска в оперативной памяти, чтобы ускорить работу некоторых программ или системы в целом. В таком случае можно перенести на виртуальный диск временные файлы, кэш, файлы подкачки либо портативные версии программ (к примеру, интернет-браузер). Хотя это и дает прирост скорости, не стоит забывать о том, что данные находятся в оперативной памяти и после выключения компьютера все изменения на виртуальном диске могут быть утеряны, если их предварительно не сохранить на жесткий диск.